# Atractaspis aterrima
Pour les articles homonymes, voir Atractaspis bibroni.
Espèce
Synonymes
- Atractaspis bibroni Jan, 1859

Atractaspis aterrima est une espèce de serpents de la famille des Lamprophiidae. 

## Répartition
Cette espèce se rencontre :
- au Burkina Faso ;
- au Burundi ;
- au Cameroun ;
- en Côte d'Ivoire ;
- en Gambie ;
- au Ghana ;
- en Guinée ;
- en Guinée-Bissau ;
- au Mali ;
- au Nigeria ;
- en Ouganda ;
- au Rwanda ;
- au Sénégal ;
- en République centrafricaine ;
- dans le nord de la République démocratique du Congo ;
- en Tanzanie.

## Description
Atractaspis aterrima mesure jusqu'à 81 cm pour les mâles et jusqu'à 71 cm pour les femelles. Son dos est noir, gris noirâtre ou occasionnellement brun noirâtre. Le juvéniles tirent davantage sur le brun et les adultes peuvent être très brillants et noir bleuté.
C'est un serpent venimeux ovipare.
Ce serpent se nourrit de petits rongeurs et probablement de lézards, mais également d'autres serpents (Natriciteres sp., Typhlops sp.), de scinques (Panaspis sp.), de caeciliidés (Scolecomorphus kirkii), de geckos...

## Publication originale
- Günther, 1863 : Third account of new species of snakes in the collection of the British Museum. Annals and magazine of natural history, ser. 3, vol. 12, p. 348-365 (texte intégral).